# Pablo Castrillo
Pablo Castrillo Zapater (ur. 2 stycznia 2001) – hiszpański kolarz szosowy.

## Osiągnięcia
Opracowano na podstawie:

2022
- 1. miejsce w mistrzostwach Hiszpanii do lat 23 (jazda indywidualna na czas)

2023
- 3. miejsce w Tour de Langkawi

2024
- - 1. miejsce na 12. i 15 etapie Vuelta a España

## Rankingi
| Rok             | 2022 | 2023 | 2024 |
| --------------- | ---- | ---- | ---- |
| World Ranking   | -    | 468. | 126. |
| UCI Europe Tour | 848. | -    | 100. |
|                 |      |      |      |
| Źródło: UCI     |      |      |      |